# Brouwerij De Bijenkorf

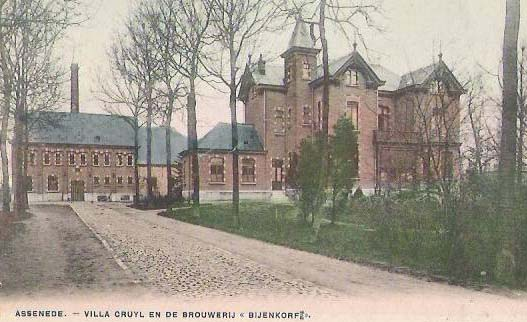
Brouwerij De Bijenkorf.

Brouwerij De Bijenkorf of Brouwerij Cruyl is een voormalige bierbrouwerij in het Belgische Assenede. Die stond in de Leegstraat, daar is nu een verkaveling met de passende naam Bijenkorf.
Het bedrijf werd opgericht in 1769 en gesloten in 1961 en was eigendom van de familie Cruyl. Men verkocht onder andere het bier met de naam Brueghel en Brueghel-Tyl-Bieren, het beeld van een bijenkorf was steeds aanwezig.
Een telg uit de familie Angelus Cruyl (1868-1930) was burgemeester van Assenede van 1908 tot 1930. Hij was gehuwd met Alice Loontjens (1872-1950) en hun zoon Alfred Cruyl (1893-1960) werd eveneens burgemeester van Assenede in 1937.

## Gesloten
Zowel bedrijf als villa van de familie zijn ondertussen verdwenen in Assenede. Toch niet uit het collectief geheugen van de inwoners van dit dorp, want tal van volksfeesten hadden plaats in de hovingen.
In de kerk van Assenede bevindt zich achter het hoofdaltaar een glasraam dat door de familie Cruyl in 1932 werd geschonken, met als centraal thema de Kruisiging van Christus. Het werd vernield tijdens de Tweede Wereldoorlog en hersteld in 1948. Daarop ook Angelus Cruyl als herder en zijn kleinkinderen als engeltjes, het bedrijfsymbool de bijenkorf is eveneens aanwezig.